# 56 Dywizja Piechoty (Imperium Rosyjskie)
56 Dywizja Piechoty (ros. 56-я пех. дивизия) – rezerwowa dywizja piechoty Imperium Rosyjskiego z okresu I wojny światowej.
Powstała z 1 Dywizji Piechoty ze Smoleńska (13 Korpus Armijny, 2 Armia).

## Struktura organizacyjna
Lipiec 1914:
- dowództwo dywizji
- 221 Rosławski pułk piechoty
- 222 Kraśniński pułk piechoty
- 223 Odojewski pułk piechoty
- 224 Juchnowski pułk piechoty